# Beni (Solukhumbu)
Pour les articles homonymes, voir Beni.
Beni (en népalais : बेनी) est un comité de développement villageois du Népal situé dans le district de Solukhumbu. Au recensement de 2011, il comptait 1 575 habitants.